# Paula Strasberg
Paula Strasberg (Nova Iorque, 8 de março de 1909 - Nova Iorque, 29 de abril de 1966) foi uma ex-atriz e professora de arte dramática estadunidense. Ela foi esposa do diretor e fundador da Actors Studio, Lee Strasberg. Ela também foi mentora por algum tempo de Marilyn Monroe.
Paula Strasberg morreu de câncer de medula óssea em 29 de abril de 1966 no Hospital Beth Israel em Nova Iorque. Ela tinha 57 anos. Ela foi interpretada por Zoë Wanamaker no filme Sete Dias com Marilyn de 2011.